# Conquista rusa de Asia Central
La conquista rusa de Asia Central tuvo lugar en la segunda mitad del siglo XIX. La tierra que se convirtió en el Turquestán ruso y más tarde en el Asia Central soviética está ahora dividida entre Kazajistán en el norte, Uzbekistán en el centro, Kirguistán en el este, Tayikistán en el sureste y Turkmenistán en el suroeste. La zona se llamaba Turquestán, porque la mayoría de sus habitantes hablaban lenguas túrquicas, a excepción de los tayikos que hablaban una lengua iraní. 

## Esquema

División territorial del Imperio ruso en Asia Central, a principios del.

En el siglo XVIII, Rusia adquirió un control cada vez mayor sobre la estepa kazaja. En 1839 no lograron conquistar el kanato de Jiva al sur del mar de Aral. En 1847-1853 construyeron una línea de fortalezas desde el lado norte del mar de Aral hacia el este por el río Sir Daria. En 1847-1864 cruzaron la estepa oriental kazaja y construyeron una línea de fortalezas a lo largo de la frontera norte de Kirguistán. Entre 1864 y 1868 se trasladaron al sur de Kirguistán, capturaron las ciudades de Taskent y Samarcanda y dominaron los kanatos de Kokand y Bujará. Ahora tenían un triángulo cuya punta sur estaba a 1600 km al sur de Siberia y a 1900 km al sureste de sus bases de abastecimiento en el Volga. El siguiente paso fue convertir este triángulo en un rectángulo cruzando el mar Caspio. En 1873 conquistaron Jiva. En 1881 tomaron el oeste de Turkmenistán. En 1884 consiguieron el oasis de Merv y el este de Turkmenistán. En 1885, la expansión hacia el sur, hacia Afganistán, fue bloqueada por los británicos. En 1893-1895 ocuparon el alto Pamir en el sureste.

## Geografía

Posición de Asia Central.

Estados modernos de Asia Central.

La zona estaba limitada al oeste por el mar Caspio, al norte por los bosques siberianos y al este por las montañas a lo largo de la antigua frontera sino-soviética. La frontera sur era política y no natural. Tenía unos 2100 km de norte a sur, con 2400 km de anchura en el norte y 1400 en el sur. Debido a que la esquina sureste (Kirguistán y Tayikistán) es montañosa, la llanura desértica y esteparia del país tiene únicamente unas 1100 km de ancho en el sur. Usando fronteras modernas, el área era de 4 003 400 km², aproximadamente la mitad del tamaño de los Estados Unidos sin Alaska. En el lado este, dos cadenas montañosas se proyectan hacia el desierto. Entre ellos se encuentra el bien poblado valle de Ferganá, que es aproximadamente la muesca en el lado oeste de Kirguistán. Al norte de esta proyección, el límite entre la estepa y las montañas se extiende a lo largo de la frontera norte de Kirguistán unas 640 km antes de que las montañas vuelvan a girar hacia el norte. 

Mapa étnico de Asia Central.
Las zonas blancas son desiertos poco poblados.
Las tres líneas que se extienden al noroeste son las montañas Kopet Dag y los ríos Amu Dayra y Sir Daria que fluyen desde las montañas orientales hasta el mar de Aral.

Las precipitaciones disminuyen de norte a sur. La población se hace densa, y por lo tanto las ciudades y los estados organizados, requieren irrigación. Los arroyos que bajan de las montañas orientales mantienen una población bastante densa, especialmente en el valle de Ferganá. Hay una línea de oasis a lo largo de la frontera persa. El interior está regado por tres grandes ríos. El Oxus o Amu Darya se eleva en la frontera afgana y fluye hacia el noroeste hasta el mar de Aral, formando un gran delta que fue gobernado por el kanato de Jiva y tiene una larga historia bajo el nombre de Corasmia. El Jaxartes o Sir Daria  se eleva en el Valle de Ferganá y fluye hacia el noroeste y luego hacia el oeste para encontrarse con la esquina noreste del mar de Aral. Entre ellos se encuentra el menos famoso río Zeravshan, que se seca antes de llegar al Oxus. Riega las grandes ciudades de Bujará y  Samarcanda.
Los desiertos del sur tienen suficiente cultivo verde para mantener una población nómada. El desierto de Kyzyl Kum está entre los ríos Amu Daria y Sir Daria. El desierto de Karakum está al suroeste del Amu Daria en Turkmenistán. Entre el mar de Aral y el mar Caspio se encuentra la meseta de Ustyurt, escasamente poblada.
Cuando llegaron los rusos, los estados organizados eran el kanato de Jiva en el delta del Amu Daria al sur del mar de Aral, el kanato de Bujará a lo largo del Amu Daria y del Zeravshan y el kanato de Kokand basado en el valle de Ferganá. Bujará tenía fronteras con los otros dos y los tres estaban rodeados de nómadas que los kanatos intentaron controlar y gravar con impuestos.

## Primeros contactos
Siberia: los rusos entraron en contacto por primera vez con el Asia Central cuando los aventureros cosacos, en 1582-1639, se hicieron dueños de los bosques siberianos. No se expandieron hacia el sur porque buscaban pieles, porque los cosacos siberianos eran expertos en viajes por el bosque y conocían poco de la estepa y porque las tribus del bosque eran pocas y débiles, mientras que los nómadas esteparios eran numerosos y guerreros. 
 Hasta el río Irtysh: el río Irtysh nace en lo que hoy es China y fluye hacia el noroeste hasta la base rusa de Tobolsk (fundada en 1587).  Se pensó que era posible remontar este río y alcanzar las riquezas de China y la India. En 1654 Fyodor Baykov utilizó esa ruta para llegar a Pekín. El avance principal fue hecho bajo Pedro I de Rusia. Algún tiempo antes de 1714, el coronel Bukhholts y 1500 hombres fueron río arriba hasta el lago Zaysan y regresaron. En 1715 Bukhholts con 3000 hombres y 1500 soldados soldados fueron de nuevo al lago Zaysan y comenzaron a construir un fuerte. Puesto que esto estaba al margen del kanato de Zungaria, los zúngaros los ahuyentaron. Se retiraron río abajo y fundaron Omsk. En 1720 Ivan Lijarev fue río arriba y fundó Öskemen. Los zúngaros, debilitados por los chinos, los dejaron solos. Varios otros lugares fueron construidos en el Irtysh en esta época.

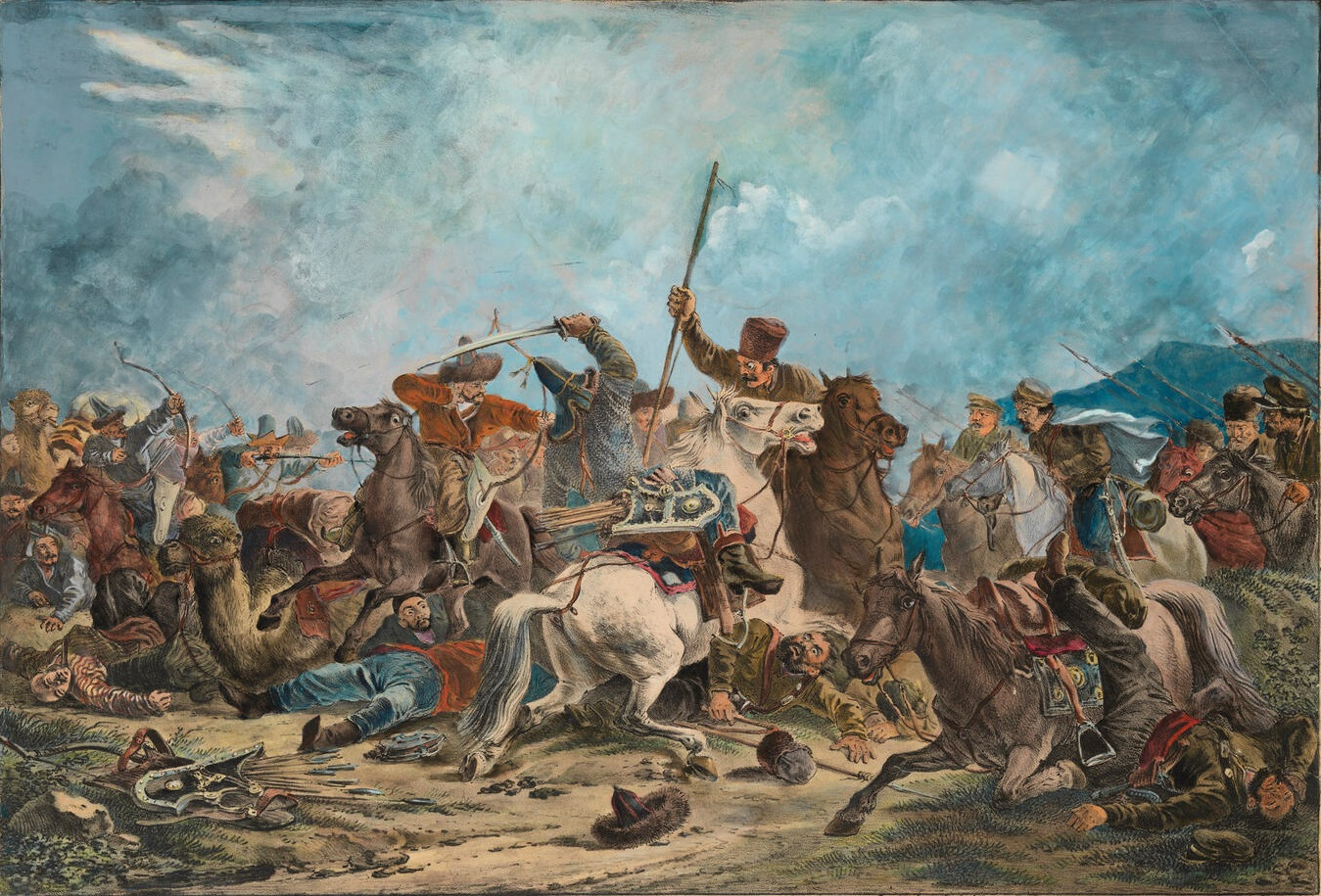
Cosacos del Ural en escaramuzas con los kazajos.(1826)

La estepa kazaja: como los kazajos eran nómadas, no podían ser conquistados en el sentido normal. En cambio, el poder ruso aumentó lentamente, hasta que en 1854 fundaron un fuerte en lo que hoy es Almatý. 
Alrededor de los Urales del sur: en 1556 Rusia conquistó el kanato de Astracán en la orilla norte del mar Caspio. Al este de la Horda de Nogái estaban los kazajos y al norte, entre el Volga y los Urales, los bashkires. Alrededor de esa época, algunos cosacos del Ural se habían establecido en el río Ural. En 1602 capturaron Kunya-Urgench, en el territorio de Jiva. Regresando cargados de botín, fueron rodeados por los jivanos y masacrados. Una segunda expedición se perdió por la nieve, el hambre, y los pocos supervivientes fueron esclavizados por los jivanos. Parece que hubo una tercera expedición mal documentada.
En el tiempo de Pedro I de Rusia hubo un gran empuje hacia el sureste. Además de las expediciones del Irtysh, hubo un desastroso intento de conquista de Jiva en 1717. Después de la guerra ruso-persa (1722-1723), Rusia ocupó brevemente el lado oeste del Mar Caspio. 
Hacia 1734 se planificó otro traslado, que provocó la Guerra de Bashkir (1735-1740). Una vez que  Baskortostán fue pacificada, la frontera sureste de Rusia fue la Línea de Oremburgo, aproximadamente entre los montes Urales y el mar Caspio. La zona permaneció tranquila durante unos cien años. En 1819, Nikolai Muraviev viajó desde el mar Caspio y se puso en contacto con el kanato de Jiva.
La línea siberiana: a finales del siglo XVIII, Rusia mantenía una línea de fuertes aproximadamente a lo largo de la actual frontera de Kazajistán, que es aproximadamente el límite entre el bosque y la estepa. Para referencia estos fuertes (y fechas de fundación), fueron: Guriev (1645), Uralsk (1613), Oremburgo (1743), Orsk (1735). Troitsk (1743), Petropavlovsk (1753), Omsk (1716), Pavlodar  (1720), Semipalitinsk (1718) Ust-Kamenogorsk (1720).
Uralsk era un antiguo asentamiento de cosacos del Ural. Oremburgo, Orsk y Troitsk fueron fundadas como resultado de la Guerra de Bashkir alrededor de 1740 y esta sección se llamó la Línea de Oremburgo. Oremburgo fue durante mucho tiempo la base desde la que Rusia observó e intentó controlar la estepa kazaja. Los cuatro fuertes orientales estaban a lo largo del río Irtysh. Después de que China conquistó Xinjiang en 1759, ambos imperios tenían unos cuantos puestos fronterizos cerca de la frontera actual.

## 1839: ataque fallido a Jiva
En 1839 Rusia intentó conquistar Jiva. Vasili Perovski marchó con unos 5000 hombres al sur de Oremburgo. El invierno era inusualmente frío, la mayoría de sus camellos murieron y se vio obligado a regresar. Después de la derrota rusa en 1839-1840, Jiva fue finalmente conquistada por los rusos durante la campaña de Jiva en 1873.

## 1847-1853: línea Sir-Daria

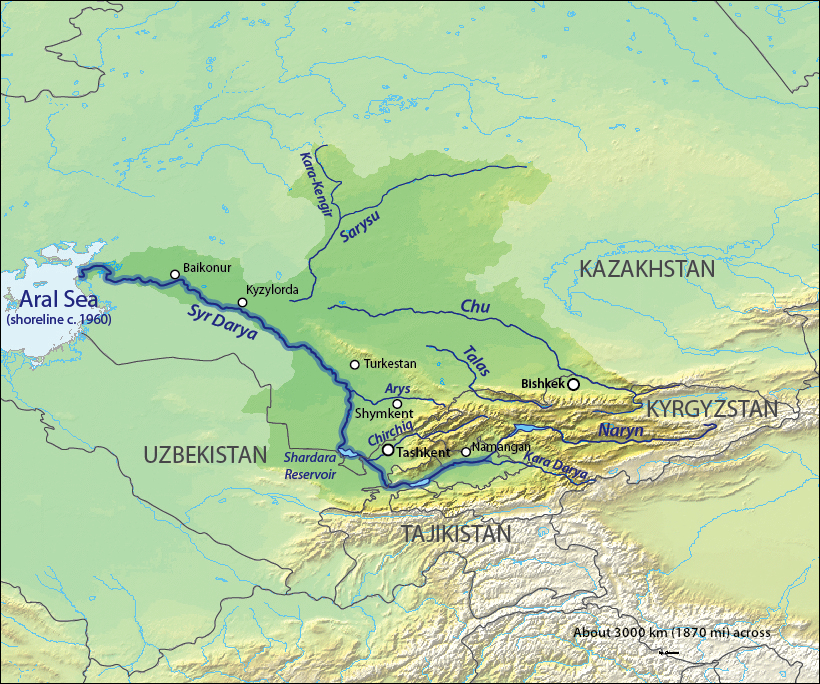
Cuenca del río Sir Daria.

Al sur de la línea siberiana, el siguiente paso obvio fue establecer una línea de fuertes a lo largo del río Sir Daria hacia el este desde el mar de Aral. Esto trajo a Rusia entrar en conflicto con el kanato de Kokand. A principios del siglo XIX, Kokand comenzó a expandirse al noroeste desde el valle de Ferganá. Alrededor de 1814 tomaron Hazrat-i-Turkestan alrededor del Sir Daria. Cerca del 1817 construyeron la fortaleza Kyzylorda ('Mezquita Blanca') río abajo, así como otras fortalezas más pequeñas a ambos lados de la de Kyzylorda. El área fue gobernada por un comandante de Kyzylorda, que cobraba impuestos a los kazajos locales que invernaban a lo largo del río y recientemente había conducido a los karakalpakos hacia el sur. En tiempos de paz, Kyzylorda tenía una guarnición de 50 y Julek de 40. El kanato de Jiva tenía un fuerte débil en la parte baja del río.
Dado el fracaso de Perovski en 1839, Rusia optó por un enfoque lento pero seguro. En 1847, el capitán Schultz construyó Raimsk en el delta del Sir Daria. Pronto se trasladó río arriba a Kazaly. Ambos lugares también se llamaban fuerte Aralsk. Asaltantes de Jiva y de Kokand atacaron a los kazajos locales cerca del fuerte y fueron expulsados por los rusos. En Oremburgo se construyeron tres veleros, que desmontados, fueron transportados a la estepa y reconstruidos. Se usaron para trazar el mapa del lago. En 1852-1853 dos barcos de vapor fueron también transportados desarmados desde Suecia y botados en el mar de Aral. El haloxylon local resultó poco práctico, por lo que tuvieron que ser alimentados con antracita llevada desde el Don. En otras ocasiones, un barco de vapor remolcaba una barcaza de haloxylon y se detenía periódicamente para recargar combustible. El río Sir Daria resultó ser poco profundo, lleno de bancos de arena y difícil de navegar durante la inundación de primavera.
En 1852 un grupo de topógrafos yendo río arriba fue rechazado antes de llegar a Kyzylorda. Ese verano, el coronel Blaramberg y unos 400 hombres fueron enviados a arrasar Kyzylorda con el pretexto de que Rusia poseía el lado norte del río. Los habitantes de Kokand respondieron rompiendo los diques e inundando el área circundante. No habiendo llevado escaleras de escalada ni artillería pesada, Blaramberg vio que no podía tomar la ciudadela con sus muros de 25 pies de altura. Por lo tanto, capturó y quemó todo lo que había en la zona y se retiró al fuerte Aralsk. El más tarde famoso Yakub Beg que había comandado el fuerte en algún momento, aunque no está claro si estuvo al mando durante esta primera batalla. El próximo verano los rusos reunieron una fuerza de más de 2000 hombres, cada uno con caballos, camellos y bueyes, 777 vagones, madera de puente, pontones y el vapor Perovski. Para garantizar que habría suficiente forraje para moverse tanto de Oremburgo a Fort Aralsk, se prohibió a los kazajos pastar las tierras al norte del fuerte. El mando de la operación fue dado al mismo Perovski que antes no había podido llegar a Jiva. Salió de Aralsk en junio y llegó a Kyzylorda el 2 de julio, donde los kokandis habían fortalecido el fuerte y aumentado la guarnición.  Se inició un asedio regular. Cuando las trincheras se acercaron a la ciudadela, se cavó una mina bajo los muros. El 9 de agosto de 1853, a las 3 de la madrugada, la mina explotó, creando una gran brecha. La brecha fue tomada en el tercer intento y a las 4:30 AM todo había terminado, 230 cuerpos kokandis fueron contados de la guarnición original de 300 hombres. El lugar fue rebautizado como Fuerte Perovski. Durante el asedio, Padurov viajó 160 km río arriba hasta Julek y descubrió que sus defensores habían huido. Destruyó el fuerte lo mejor que pudo y regresó con sus armas abandonadas. En septiembre, una gran fuerza de Kokand volvió a ocupar a Julek y avanzó hacia el Fuerte Perovski. La columna enviada para recibirlos tuvo un duro día de lucha, pidió refuerzos, pero a la mañana siguiente descubrió que los kokandis se habían retirado. En diciembre, una fuerza de kokandi (que se dice que eran 12 000 hombres) rodeó el Fuerte Perovski. Una salida de 500 hombres pronto estuvo rodeada y en problemas. El comandante Shkupa, al ver que el campamento enemigo estaba débilmente defendido, estalló y quemó el campamento. Otras dos incursiones expulsaron a los kokandis en desorden.
Rusia ahora tenía una línea de 320 km de fuertes a lo largo de la parte oeste del río Sir Daria. El área entre los mares de Aral y Caspio estaba demasiado poblada para importar. La siguiente pregunta era si Rusia extendería la línea hacia el este hasta las montañas (el fuerte  Vernoye fue fundado en 1854) o si continuaría hacia el sureste por el río hasta Kokand y el valle de Ferganá.

## 1847-1864: lado este

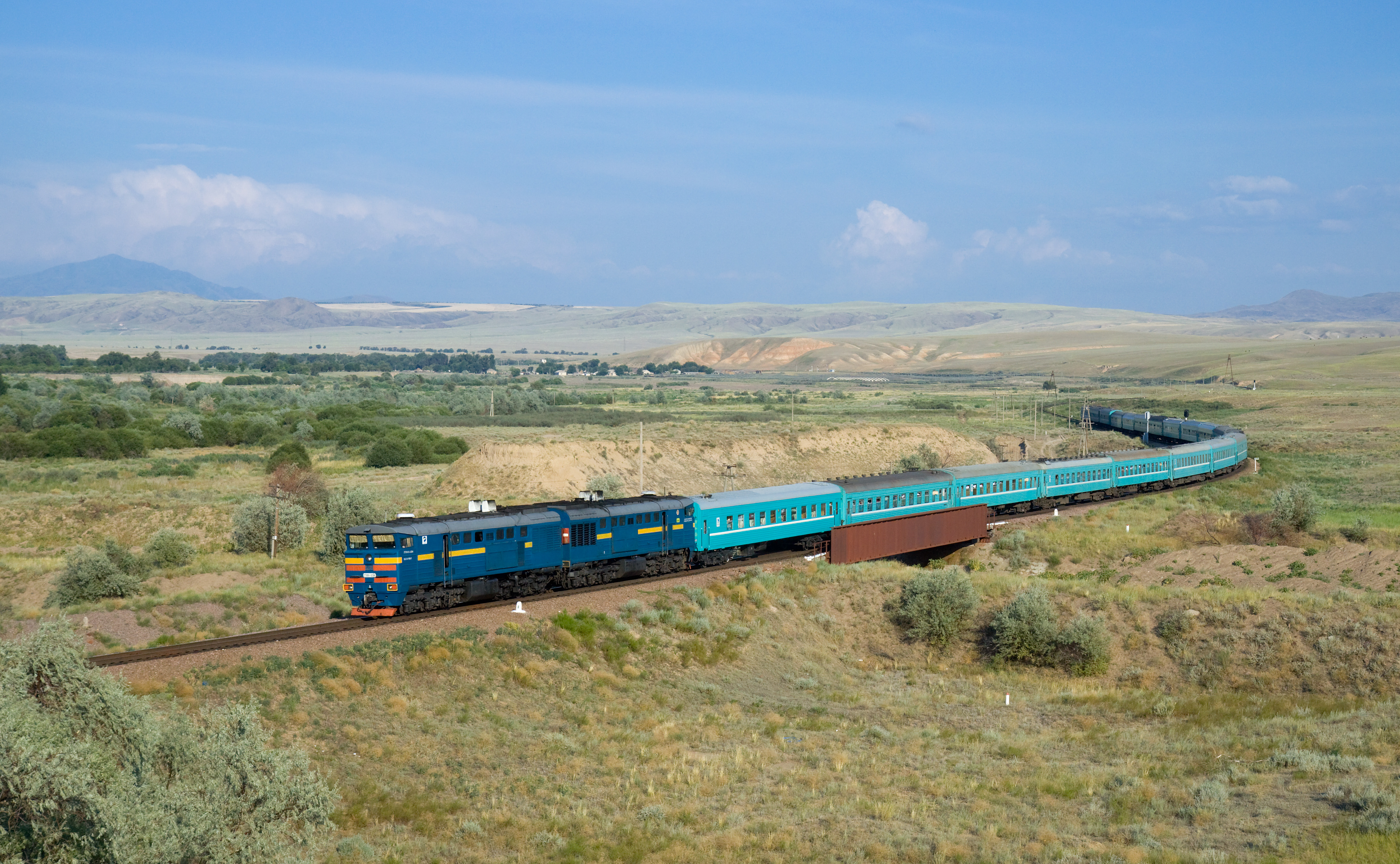
Un tren cruzando la estepa Kazajistán.

En 1847-1864, los rusos cruzaron la estepa oriental de Kazajistán y construyeron una línea de fuertes en el área irrigada a lo largo de la frontera norte de Kirguistán. En 1864-1868 se mudaron al sur, conquistaron Taskent y Samarcanda, confinaron el kanato de Kokand al valle de Ferganá e hicieron de Bujará un protectorado. Este fue el principal evento de la conquista. Las fuentes no dicen por qué se eligió un enfoque oriental, pero una suposición obvia es que el riego hizo posible mover ejércitos sin cruzar la estepa o el desierto. Esto era importante cuando el transporte requería caballos y camellos alimentados con pasto. No se dice cómo Rusia suministró un ejército al este oriente, o si esto fue un problema. No está claro por qué en esta ocasión se adoptó una política hacia adelante. Parece que los diferentes oficiales tenían diversas opiniones y mucho fue decidido por los comandantes locales y la suerte del campo de batalla. Todas las fuentes informan victorias rusas sobre fuerzas grandemente superiores con proporciones de muertes cercanas de diez a uno. Incluso si los números de enemigos son exagerados, parece claro que las armas y tácticas rusas eran superiores a los ejércitos asiáticos tradicionales que enfrentaban. Todas las fuentes mencionan los fusiles de carga sin explicación adicional. Los fusiles berdan se mencionan sin dar números. MacGahan, en su relato de la campaña de Jiva, contrasta la artillería explosiva con las balas de cañón tradicionales. La artillería y los rifles a menudo podían mantener a los soldados rusos fuera del alcance de las armas de mano.

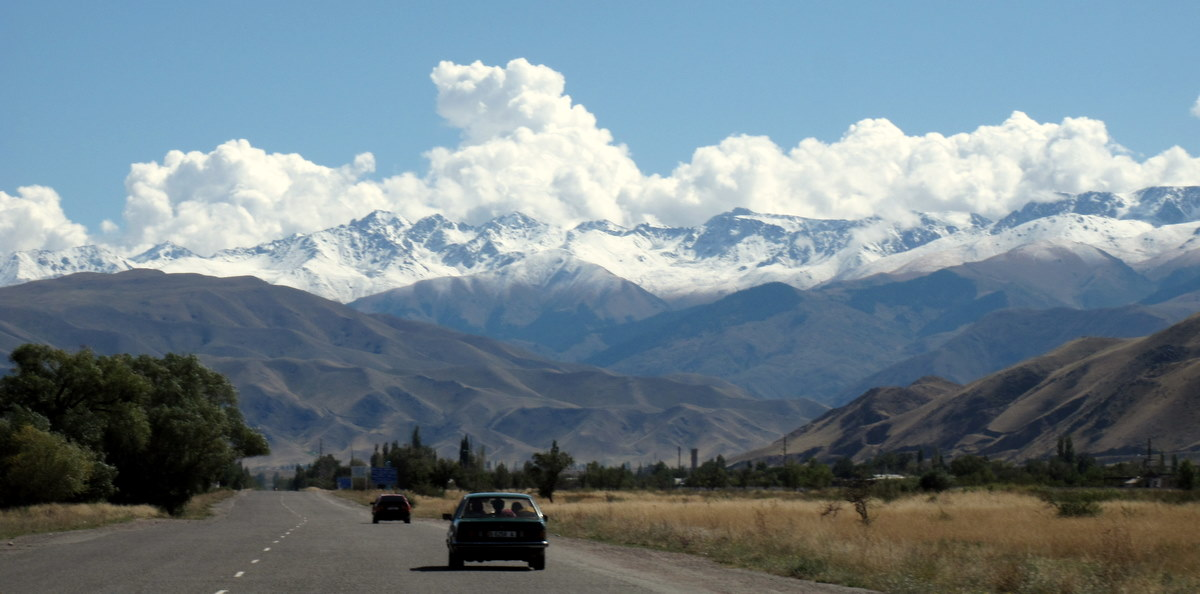
Límite entre la montaña-estepa cerca de Biskek.

Avance desde el noreste (1847-1864): el extremo oriental de la estepa kazaja fue llamado Semirechye por los rusos. Al sur de este, a lo largo de la moderna frontera kirguisa, las montañas Tien Shan se extienden aproximadamente 640 km al oeste. El agua que desciende de las montañas proporciona riego para una línea de ciudades y respalda una ruta natural de caravanas. Al sur de esta proyección de montaña se encuentra el valle de Ferganá, bastante poblado, gobernado por el kanato de Kokand. Al sur de Ferganá se encuentra la cordillera de Turquestán y luego la tierra que los antiguos llamaban Bactriana. Al oeste de la zona norte se encuentra la gran ciudad de Taskent y al oeste de la zona sur se encuentra la antigua capital de Tamerlán: Samarcanda.
En 1847 Kopal fue fundada al sureste del lago Balkash. En 1852 Rusia cruzó el río Ili y se encontró con la resistencia kazaja y el año siguiente destruyó el fuerte kazajo de Tuchubek. En 1854 fundaron Fort Vernoye (Almatý ) a la vista de las montañas. Vernoye está a unas 800 km al sur de la línea siberiana. Ocho años más tarde, en 1862, Rusia tomó Tokmak y Biskek. Rusia colocó una fuerza en el paso de Taskent para bloquear un contraataque desde Kokand. Los kokandis usaron un paso diferente, atacaron un puesto intermedio, los de Kopal salieron de Taskent y derrotaron completamente a un ejército mucho más grande. En 1864 Chernayev tomó el mando del este, lideró a 2500 hombres de Siberia y capturó a Aulie-Ata (Taraz). Rusia estaba ahora cerca del extremo oeste de la cordillera y a medio camino entre Vernoye y Kyzylorda .
En 1851, Rusia y China firmaron el Tratado de Kulja para regular el comercio en lo que se estaba convirtiendo en una nueva frontera. En 1864 firmaron el Tratado de Tarbagatai, que estableció aproximadamente la actual frontera chino-kazaja. De este modo, los chinos renunciaron a cualquier reclamación de la estepa kazaja, en la medida en que tuvieran alguna.
Remontando el río Sir Daria (1859-1864) : mientras tanto, Rusia avanzaba hacia el sudeste sobre el río Sir Daria desde Kyzylorda. En 1859, Julek, fue tomado del kanato de Kokand.  En 1861, se construyó un fuerte ruso en Julek y Yani Kurgan (provincia de Kyzylorda) a 80 km río arriba. En 1862, Chernayev, hizo un reconocimiento del río hasta Hazrat-i-Turkestan y capturó el pequeño oasis de Suzak a unas 105 km al este del río. En junio de 1864, Veryovkin tomó Hazrat-i-Turkestan. Aceleró su rendición con el bombardeo del famoso mausoleo existente. Dos columnas rusas se encontraron en la brecha de 240 km entre Hazrat y Aulie-Ata (Taraz), completando así la línea del Sir Daria.

## 1864-1868: control de Kokand y Bujará
Taskent (1865): alrededor de 80 km al sur de la nueva línea estaba Shymkent que pertenecía al kanato de Kokand. Chernayev lo tomó fácilmente el 3 de octubre de 1864. El 15 de octubre se presentó repentinamente ante Taskent, no lo tomó por asalto repentino y se retiró a Shymkent. Kokand entonces intentó un ataque pero no pudo reconquistar Hazrat-i-Turkestan. En abril de 1865, Chernayev atacó por segunda vez Taskent. Incapaz de ocupar un lugar tan grande (se dice que tenía una guarnición de 30 000), ocupó el suministro de agua de la ciudad en Niazbek. El regente de Kokand, Alimkul llegó con 6000 soldados más y casi derrota a los rusos, pero murió en la lucha. Los habitantes se ofrecieron ahora a someterse al emirato de Bujará a cambio de ayuda. Alrededor del 21 de junio un grupo de bujaranos entró en la ciudad y más tropas de ellos estaban en movimiento. En esta posición crítica, Chernayev disuadió de arriesgarse a las 3:00 horas del 27 de junio, el capitán Abramov escaló el muro y abrió la puerta de Kamelan, avanzó a lo largo del muro y abrió una segunda puerta, mientras que otra parte de hombres tomó la Puerta de Kokand. Ese día y el siguiente hubo constantes combates callejeros, pero en la mañana del 29 una delegación de ancianos ofreció rendirse.

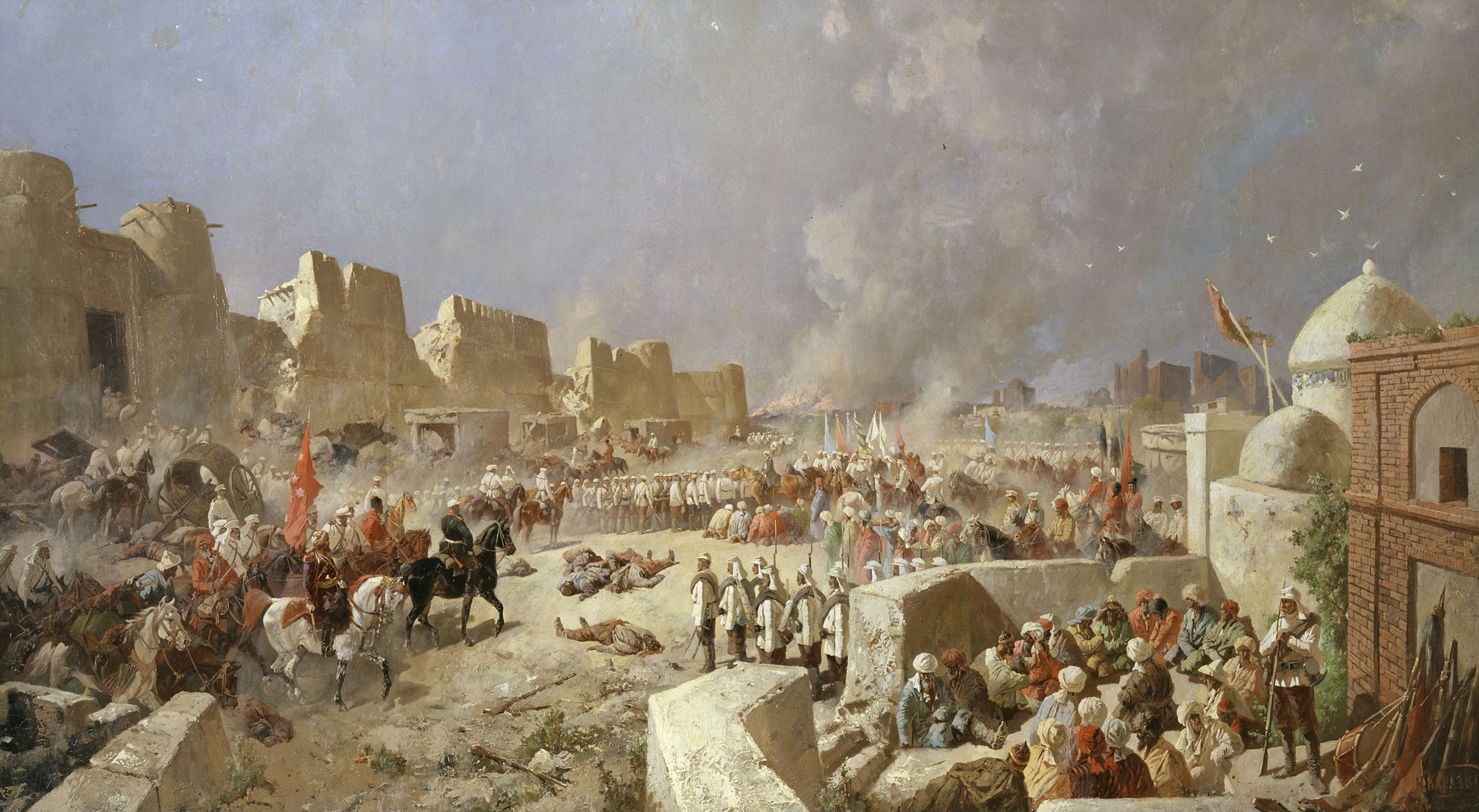
Tropas rusas atacando Samarcanda en 1868.

Samarcanda (1868): Bujará ahora estaba involucrado en la guerra. En febrero de 1866, Chernayev cruzó la Estepa del Hambre (que se encuentra principalmente en el este de Uzbekistán, con un extremo sur de Kazajistán y una pequeña parte al norte de Tayikistán)  hasta el fuerte Bujará de Djizaks. Al encontrar la tarea imposible, se retiró a Taskent seguido de bujaranos, a quienes pronto se unieron los kokandis. En este punto, Chernayev fue llamado a la insubordinación y reemplazado por Romanovsky, quien se preparó para atacar a Bujará, el bujarano Amir se movió primero, las dos fuerzas se encontraron en la llanura de Irjar. Los bujaranos fueron dispersados, perdiendo gran parte de su artillería, suministros y tesoros. En lugar de seguir, Romanovsky giró hacia el este y tomó Juyand, cerrando así la boca del valle de Ferganá. Luego se movió hacia el oeste y tomó Ura-Tepey Djizaks de Bujará. El emirato de Bujará comenzó las negociaciones de paz. En julio de 1867, se creó una nueva Provincia de Turkestán, que quedó bajo el mando del general Konstantín von Kaufman con sede en Taskent. El bujarano Amir no controló completamente a sus sujetos, hubo redadas y rebeliones al azar, por lo que Kaufmann decidió acelerar los problemas atacando a Samarcanda. Después de dispersar una fuerza de Bujará, Samarcanda cerró sus puertas al ejército de Bujará y se rindió (mayo de 1868). Dejó una guarnición en Samarcanda y se fue para ocuparse de algunas áreas periféricas. La guarnición fue asediada, y se mantuvo en gran dificultad hasta que Kaufmann regresó. El 5 de julio de 1868 se firmó un tratado de paz. El kanato de Bujará perdió a Samarcanda y siguió siendo un vasallo semiindependiente hasta la revolución. El kanato de Kokand había perdido su territorio occidental, estaba confinado al valle de Fergana y las montañas circundantes y permaneció independiente durante unos 10 años. Según el Atlas de Bregel, si no en ningún otro lugar, en 1870, el ahora vasallo kanato de Bujará se expandió hacia el este y se anexionó esa parte de Bactriana encerrada por la cordillera de Turkestán, la meseta de Pamir y la frontera con Afganistán.

## Lado del mar Caspio
Rusia tenía ahora un área aproximadamente triangular limitada por las montañas orientales y el vasallo kanato de Bujará a lo largo de la mayor parte del río Oxus o Amu Darya.  El punto sur estaba a unos 1600 km al sur de Siberia, 1600 km al sureste de Oremburgo y 1900 km al sureste de las bases de suministro en el río Volga. El punto sur estaba a unos 1600 km al sur de Siberia, 1600 km al sureste de Orenburg y 1900 km al sureste de las bases de suministro en el Volga.  El siguiente paso fue convertir este triángulo en un rectángulo moviéndose hacia el este a través del mar Caspio desde el Cáucaso. El Cáucaso detuvo a muchos soldados de la conquista rusa del Cáucaso, pero el virreinato del Cáucaso no había estado activo hasta ahora en Turkestán. El Cáucaso tiene una población bastante densa, pero el lado este del Caspio es desértico con una población significativa únicamente en los oasis de Jiva y a lo largo del Kopet Dag y en Merv  en el sur. Los principales eventos fueron la derrota de Jiva en 1873, la conquista de los turcomanos en 1881, la anexión de Merv en 1884 y el área de Panjdeh en 1885.
Para referencia, estas fueron las bases rusas en el lado norte y este del Caspio:
- Astracán (1556-?): en la desembocadura del río Volga con conexiones al resto de Rusia;
- Atirau (1645-?): un pequeño lugar en la desembocadura del río Ural;
- Novo-Alexandrovsk (1834-1846): un puerto poco profundo que pronto fue abandonado;
- Alexandrovsk (1846-?): importante en ese momento pero no más tarde;
- Kinderli (?- 1873): una base temporal;
- Krasnovodsk (1869-?) el mejor puerto y la capital del posterior óblast de Transcaspio y el inicio del ferrocarril Trans-Caspio;
- Chikishlyar (1871-?): una playa en lugar de un puerto;
- Ashuradeh (1837-?): un fuerte y una estación naval en tierra reclamada por Persia.

## 1873: conquista de Jiva

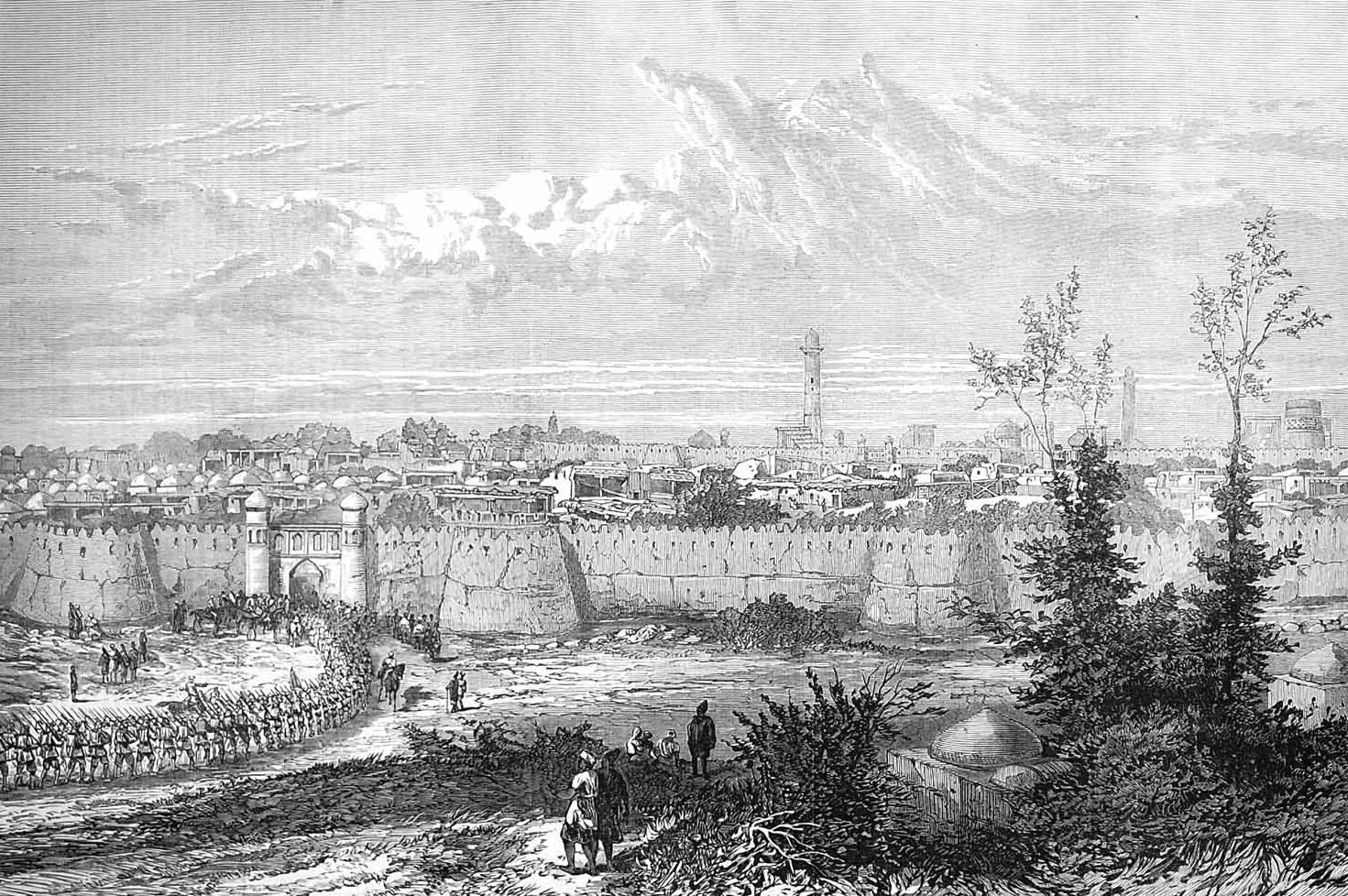
Rusos entrando en Jiva en 1873.

La decisión de atacar Jiva se tomó en diciembre de 1872, esta ciudad era un oasis rodeado de varios cientos de kilómetros de desierto. Los rusos podían derrotar fácilmente al ejército de Jiva si consiguieran mover suficientes tropas a través del desierto. El lugar fue atacado desde cinco direcciones. Konstantín von Kaufman marchó hacia el oeste desde Taskent y se unió a otro ejército que venía del sur desde Aralsk. Se encontraron en el desierto, se quedaron sin agua, abandonaron parte de sus suministros y llegaron al río Oxus a finales de mayo. Veryovkin partió de Oremburgo, tuvo pocas dificultades para moverse por el lado oeste del mar de Aral y llegó a la esquina noroeste del delta a mediados de mayo. Se le unió Lomakin, a quien le costó mucho cruzar el desierto desde el Caspio. Markozov partió de Chikishlyar, se quedó sin agua y se vio obligado a dar marcha atrás. Kaufmann cruzó el Oxus, libró algunas batallas fáciles y el 4 de junio el kanato de Jiva pidió la paz. Mientras tanto, Veryovkin, que estaba fuera de contacto con Kaufmann, cruzó el delta y atacó las murallas de la ciudad de Jiva hasta que fue suspendido por el general Kaufmann. El kanato de Jiva se convirtió en un protectorado ruso y permaneció así hasta la revolución.

## 1879-1885: Turkmenistán: Geok Tepe, Merv y Panjdeh
El país turcomano permaneció invicto. El área correspondía al desierto de Karakum y estaba habitada por los nómadas del desierto turcomano. El riego apoyó a una población establecida a lo largo del río Amu-Daria en el noreste y a lo largo de la ladera norte de las montañas Kopet Dag en el suroeste. Al este del Kopet Dag, dos ríos que fluyen al norte de Afganistán apoyaban los oasis de Tejen y Merv. La población semi asentada expulsaba sus rebaños hacia el desierto en primavera y otoño. Los turcomanos no tenían un estado organizado. Algunos sirvieron como mercenarios para Jiva. Tenían la costumbre de asaltar a Persia y vender los esclavos resultantes a Jiva. También poseían una raza de caballo adaptado al desierto. Eso usualmente podía superar cualquier cosa que los cosacos tuvieran. A diferencia de los ejércitos bastante anticuados de los kanatos, los turcomanos eran buenos asaltantes y jinetes, pero podían hacer poco contra las armas modernas y la artillería explosiva de los rusos. Como de costumbre, el principal problema era mover hombres y suministros a través del desierto. 

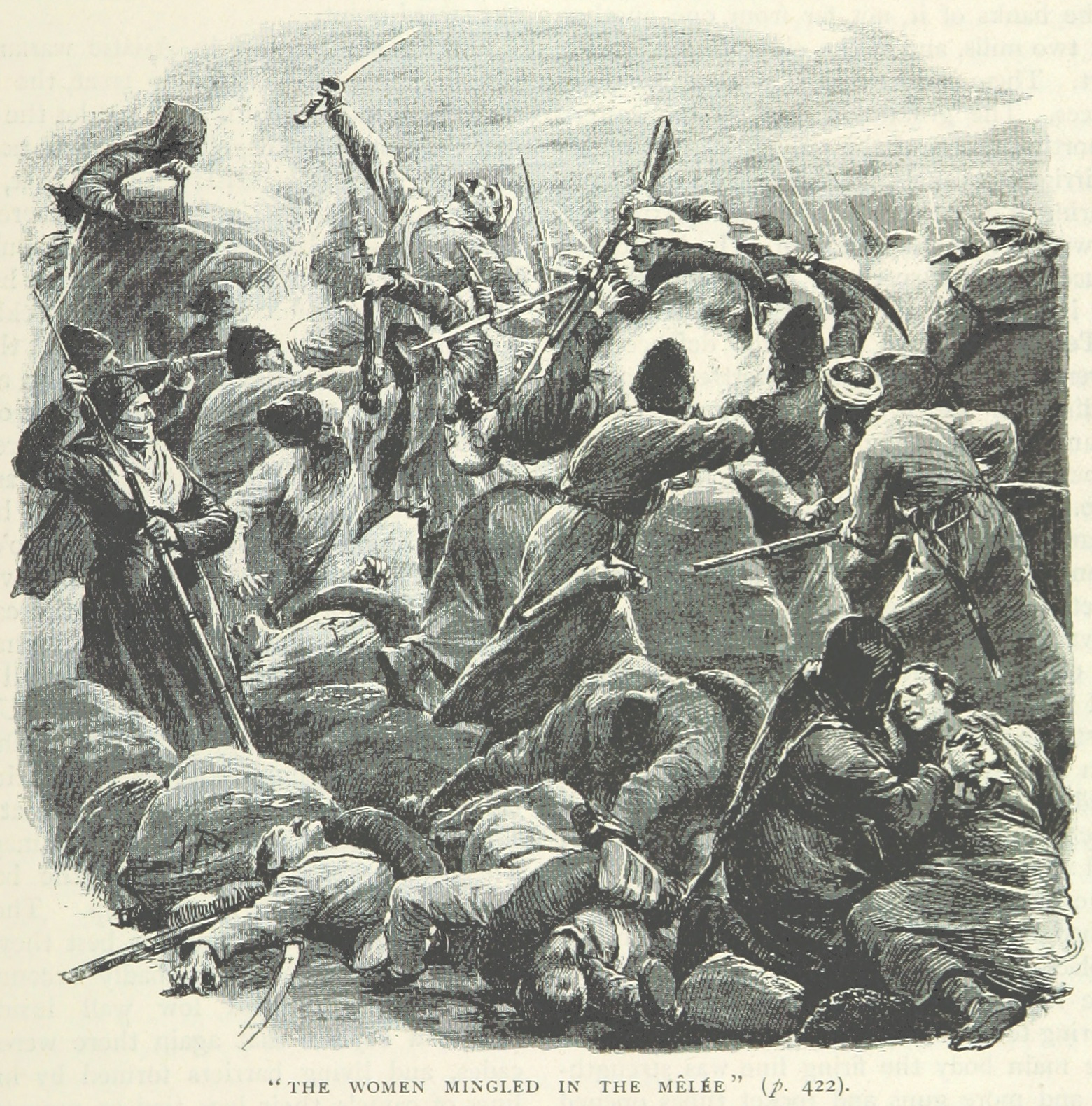
Lucha entre rusos y turcomanos en Geok Tepe el año 1879.

1879: la derrota de Lomakin en Geok Tepe: el general Lazarev llegó con una gran fuerza militar en Chikishlyar y comenzó a mover hombres y abastecerse del río Atrak. Murió de repente y Lomakin tomó el mando. Lomakin cruzó el Kopet Dag con muy pocos hombres, hizo un ataque incompetente en Batalla de Geok Tepe (1879) y se vio obligado a retirarse.
1881: la sangrienta victoria de Skobelev en Geok Tepe: Mijaíl Skóbelev se puso al mando en marzo de 1880. Pasó la mayor parte del verano y el otoño moviendo hombres y suministros de Chikishlyar al lado norte del Kopet Dag. En diciembre marchó hacia el sudoeste y asedió a Geok Tepe durante un mes y consiguió rendirlo haciendo explotar una mina bajo sus paredes. Al menos 14000 tekkes fueron asesinados. Una semana después, ocupó Asjabad a 40 km al sureste, pero no pudo ir más lejos. En mayo de 1881, el área ocupada fue anexada como el óblast de Transcaspia. El límite oriental del óblast estaba indefinido.
1884: la anexión de Merv: el ferrocarril Trans-Caspio llegó a Serdar o Kazyl Arbat en el extremo noroeste de Kopet Dagh a mediados de septiembre de 1881. En octubre y diciembre, Lessar inspeccionó el lado norte de Kopet Dag e informó que no habría ningún problema en construir un ferrocarril a lo largo de él. Desde abril de 1882, examinó el país casi hasta Herat e informó que no había obstáculos militares entre el Kopet Dag y Afganistán. Nazirov o Nazir Beg fueron a Merv disfrazados y luego cruzaron el desierto hacia Bujará y Taskent.
El área irrigada a lo largo del Kopet Dag termina al este de Asjabad. Más al este hay un desierto, luego el pequeño oasis de Tejen, más desierto y el mucho más grande el oasis de Merv. Merv tenía la gran fortaleza de Kaushut Khan y estaba habitada por los mismos tekkes que lucharon en Geok Tepe. Tan pronto como los rusos se establecieron entre los comerciantes de Asjabad, y también los espías, comenzaron a moverse entre el Kopet Dag y Merv. Algunos ancianos de Merv fueron al norte a Petroalexandrovsk y ofrecieron un grado de sumisión a los rusos allí. Los rusos en Asjabad tuvieron que explicar que ambos grupos formaban parte del mismo imperio. En febrero de 1882, Alikhanov visitó a Merv y comenzó a hablar con Makhdum Kuli Khan, que había estado al mando en Geok Tepe; en septiembre, lo convenció para que hiciera un juramento de lealtad al zar Blanco.
Mijaíl Skóbelev había sido reemplazado por Rohrberg en la primavera de 1881, a quien siguió el general Komarov en la primavera de 1883, quien a finales de este mismo año condujo a 1500 hombres a ocupar el oasis de Tejen. Después de que Komarov ocupó Tejend, Alikhanov y Makhdum Kuli Khan, fueron a Merv y convocaron a una reunión de ancianos, uno amenazante y el otro persuadiendo. Al no querer repetir la matanza en Geok Tepe, 28 ancianos fueron a Asjabad y el 12 de febrero prestaron juramento de lealtad en presencia del general Komarov. Una facción en Merv intentó resistirse pero era demasiado débil para lograr algo. El 16 de marzo de 1884 Komarov ocupó Merv. Los habitantes de los kanatos de Jiva y Bujará se encontraron rodeados por territorio ruso.
1885: la expansión se detuvo en Panjdeh: entre Merv y la actual frontera con Afganistán hay aproximadamente 230 km semidesérticas. Al sur de eso se encuentra la importante fortaleza fronteriza de  Herat. En el verano de 1884, Gran Bretaña y Rusia acordaron formalizar la frontera noroccidental de Afganistán. Los rusos hicieron lo que pudieron para empujar la frontera hacia el sur antes de que se congelara. Cuando capturaron el fuerte afgano de Panjdeh o Serhetabat, Gran Bretaña estuvo a punto de amenazar con una guerra. Ambas partes retrocedieron y la frontera se delimitó entre 1885 y 1886.

## 1872-1895: montañas orientales
El límite natural del este del Turquestán ruso era las montañas del este, pero la línea exacta tenía que establecerse. Había cuatro problemas principales
1867-1877: Yakub Beg: Al este del valle de Feganá y al sureste del fuerte Vernoye, al otro lado de las montañas, se encuentra la cuenca ovalada de Tarim, que había pertenecido a China desde 1759.  Durante la revuelta de Dungan (1862-1877) China perdió el control parcial de sus territorios occidentales. Un hombre llamado Yakub Beg se hizo amo de Kasgar y de la mayor parte de la cuenca del Tarim. Konstantín von Kaufman  pensó dos veces en atacarlo. En 1872 las fuerzas se concentraron en la frontera, pero esto fue cancelado debido a la inminente guerra contra Jiva. En 1875 se hicieron planes más serios. Una misión fue enviada al kanato de Kokand para pedir permiso para mover fuerzas a través de sus dominios. Una revuelta estalló y las tropas rusas fueron utilizadas para anexar Kokand. En 1877 China reconquistó la cuenca del Tarim y Yakub Beg fue asesinado.

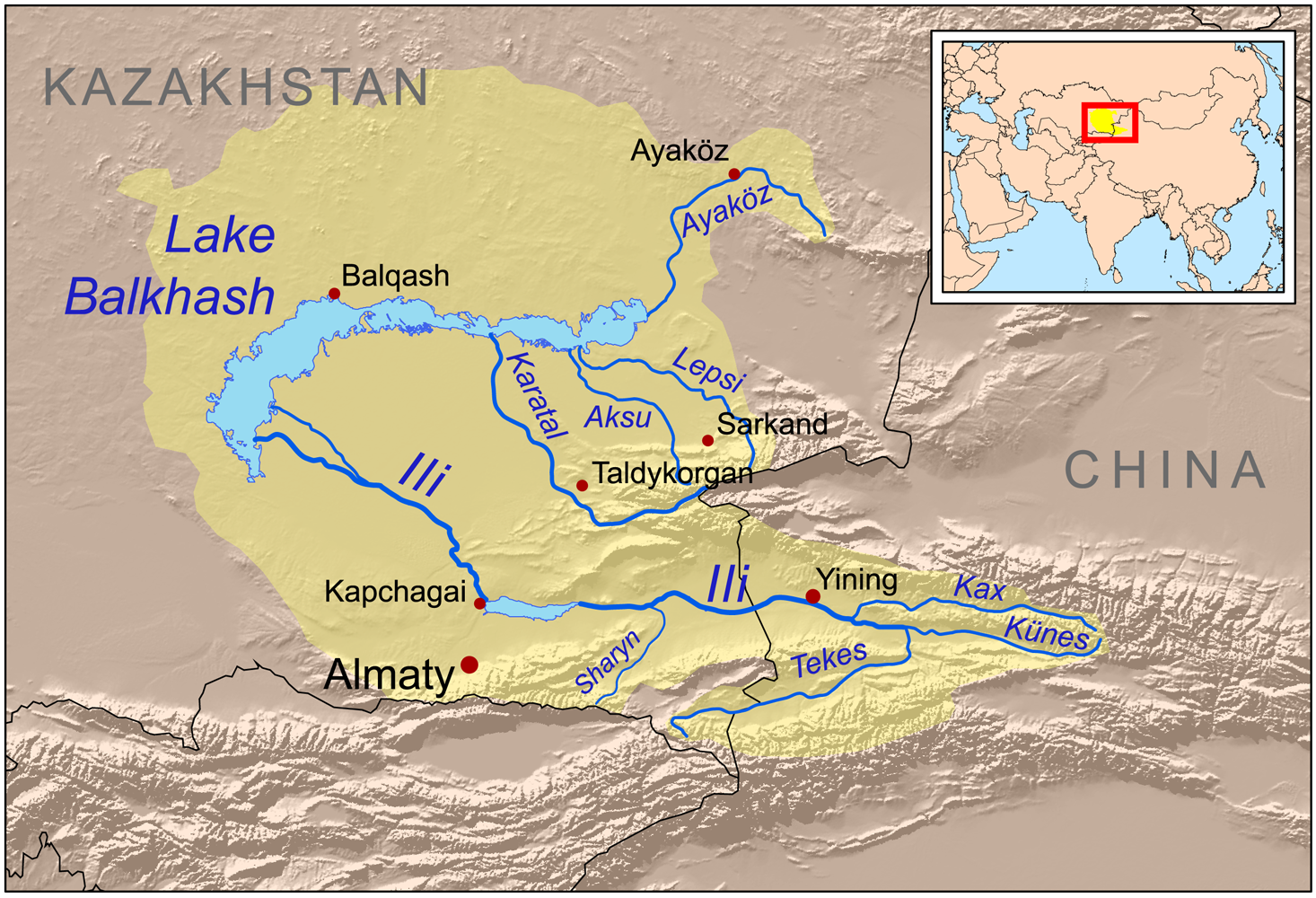
Cuenca del río Ili. Yining es Kulja, Almaty es Fort Vernoye. Cuenca de Tarim en la parte inferior derecha.

1871-1883: ocupación temporal de Gulja: Las montañas de Tian Shan se extienden a lo largo de la frontera norte de Kirguistán. Continúan hacia el este y separan Zungaria  en el norte de la cuenca del Tarim en el sur. En el lado chino las montañas de Borohoro se ramifican creando el valle superior del río Ili con su capital Gulja (moderna ciudad de Yining). Aunque normalmente forma parte de Zungaria, el valle se abre a la estepa controlada por los rusos. En 1866 los dunganes capturaron Kulja y masacraron a sus habitantes. Pronto comenzaron a luchar con los tarancos (etnia uigur|uigurs) que pronto se convirtieron en dominadores. En 1870 parecía que Yakub Beg podría moverse por Gulja, por lo que Kaufmann ocupó el paso del río Muzat. En junio de 1871 el general Kolpakovsky cruzó la frontera y ocupó Kulja (4 de julio de 1871). Algunos hablaban de ocupación permanente, pero el Ministerio de Asuntos Exteriores ruso dijo a los chinos que la provincia regresaría a ellos tan pronto como el Emperador pudiera enviar suficientes tropas para mantener el orden. En 1877 China recuperó el control del Turquestán chino y solicitó la devolución de Gulja. En septiembre de 1879, el embajador chino concluyó un tratado en Livadia, pero su gobierno lo rechazó. Este fue reemplazado por el más favorable Tratado de San Petersburgo (1881). Rusia finalmente evacuó Kulja en la primavera de 1883. Hubo las habituales disputas fronterizas y se firmó un protocolo adicional en Chuguchak el 19 de octubre de 1883. La reocupación de Gulja fue uno de los pocos éxitos chinos contra una potencia occidental durante el siglo XIX.
1876: anexión de Kokand: en el año 1868, el kanato de Kokand había sido confinado al Valle de Ferganá y las montañas circundantes. Kokand siempre había sido inestable con muchas facciones temporales y cambios de régimen. En 1873 estalló una rebelión. En julio de 1875, la mayor parte del ejército del kan y gran parte de su familia habían abandonado a los rebeldes, por lo que huyeron a Juyand, donde se encontraban los rusos, junto con un millón de libras británicas en tesoros. Los rebeldes querían luchar contra los rusos, así fue como el kan y Juyand fue brevemente asediado. Kaufmann invadió el kanato el 1 de septiembre, peleó varias batallas y entró en la capital el 10 de septiembre de 1875. En octubre transfirió el mando a Mijaíl Skóbelev. Los combates continuaron fuera de la capital, tan pronto como un grupo de rebeldes era derrotado, otro aparecería en su lugar. Kokand fue anexado formalmente el 2 de marzo de 1876, pero el desorden continuó, especialmente en las montañas.

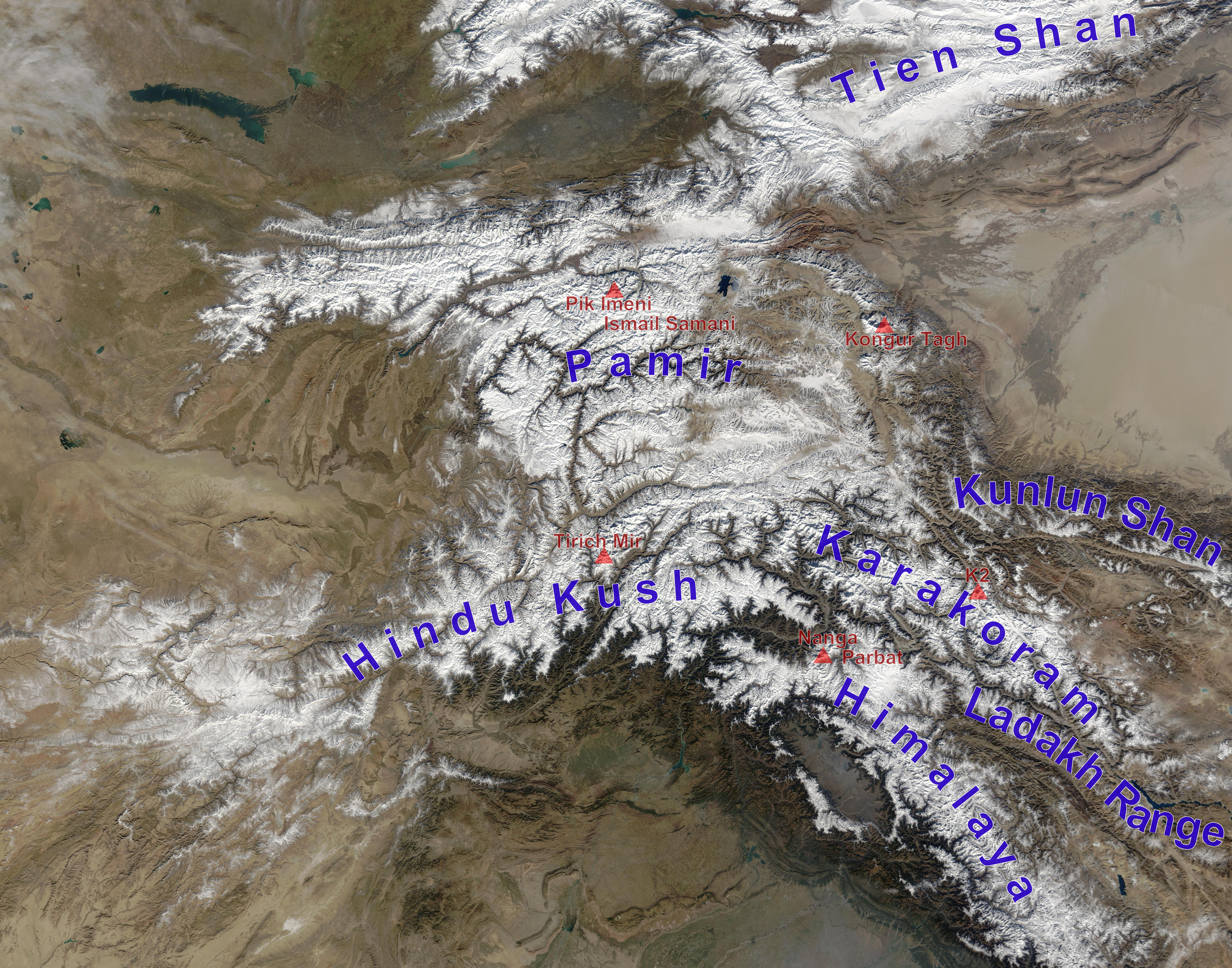
Pamir desde el espacio
Derecha: Cuenca de Tarim
Izquierda: Parte de Afganistán, Hindú Kush, Bactriana, cordillera de Turkestán, valle de Ferganá, cordillera principal de Tian Shan.

1893: Pamir ocupado: La esquina sureste de Turkestan ruso era el alto Pamir que ahora es la región autónoma de Gorno-Badakhshan de Tayikistán. Las mesetas altas en el este se utilizan para pastos de verano. En el lado oeste, las gargantas difíciles corren hacia el río Panj y Bactriana. En 1871, Alekséi Fédchenko obtuvo el permiso del kan para explorar el sur. Llegó al valle de Alay, pero su escolta no le permitió ir al sur a la meseta de Pamir. En 1876, Skobelev persiguió a un rebelde hacia el sur hasta el valle de Alay y Kostenko cruzó el paso de Kyzylart y cartografió el área alrededor del lago Karakul en la parte noreste de la meseta. En los próximos 20 años la mayor parte del área fue mapeada. En 1891, los rusos informaron a Francis Younghusband que él estaba en su territorio y luego escoltaron a un teniente Davidson fuera del área ('Incidente Pamir'). En 1892, un batallón de rusos bajo Mijaíl Ionov entró en el área y acampó cerca del actual valle del río Bartang (o Murghab en Tayikistán), en el noreste. Al año siguiente construyeron una fortaleza propia (Pamirskiy Post). En 1895, su base se trasladó al oeste de Jorog, frente a los afganos. En 1893, la Línea Durand estableció el Corredor de Wakhan entre los Pamir rusos y la India británica.

## El Gran Juego
El Gran Juego se refiere a los intentos británicos de bloquear la expansión de Rusia hacia el sureste, hacia la India. Aunque se habló mucho de una posible invasión rusa de la India y varios agentes y aventureros británicos penetraron en Asia central, los británicos no hicieron nada serio para impedir la conquista rusa de Turquestán, con una excepción. Cada vez que los agentes rusos se acercaban a Afganistán reaccionaban con mucha fuerza, viendo a Afganistán como un estado de amortiguación necesario para la defensa de la India. Esta sección relata de nuevo aquellas partes del Gran Juego que son directamente relevantes para el presente artículo.
Una invasión rusa de la India parecía improbable, pero varios escritores británicos consideraron cómo podría hacerse. Cuando se sabía poco sobre la geografía, se pensó que podrían llegar a Jiva y navegar por el río Oxus hasta Afganistán. De manera más realista, podían obtener apoyo persa y cruzar el norte de Persia. Una vez en Afganistán podían incrementar sus ejércitos con ofertas de botín de guerra e invadir la India. Alternativamente, además de la invasión, también sería posible provocar una rebelión indígena. El objetivo probablemente no sería la conquista de la India, sino presionar a los británicos, mientras que Rusia hacía algo más importante, como tomar Constantinopla.
En 1801 se habló un poco de una probable invasión franco-rusa de la India. Durante la Guerra ruso-persa (1804-1813), exploradores tanto británicos como franceses permanecieron activos en Persia, con sus objetivos variando según cual fuese el poder que estaba aliado con Rusia en ese momento. En 1810, Charles Christie y Henry Pottinger cruzaron el oeste de Afganistán y el este de Persia. Christie fue asesinado en 1812 apoyando a los persas en la batalla de Aslanduz. En 1819 Nikolai Muraviev llegó a Jiva. Una misión rusa llegó a Bujará en 1820. En 1825 William Moorcroft llegó a Bujará. En 1830, Arthur Conolly intentó llegar a Jiva desde Persia, pero los bandidos lo atacaron y continuó a  Herat y la India británica. En 1832 Alexander Burnes exploró hasta Bujará.

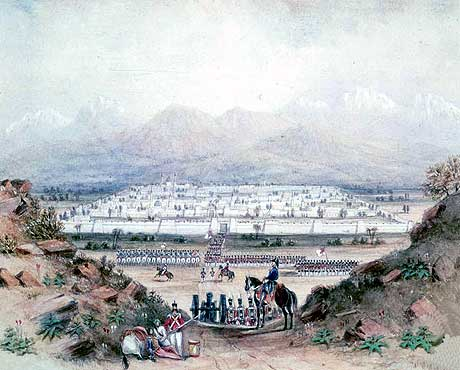
El ejército británico entrando en Kandahar en 1839.

El período de 1837 a 1842 fue especialmente movido. En 1839, en el momento del fallido ataque de Perovski contra Jiva, el capitán James Abbott fue a Jiva para negociar la liberación de los esclavos rusos retenidos allí con el fin de eliminar un pretexto para la invasión. Fracasó y al año siguiente, Richmond Shakespear fue tras él, tuvo éxito y se trajo consigo 416 esclavos rusos al Caspio. En 1837 Jan Prosper Witkiewicz llegó a Kabul. En 1838 Persia sitió Herat, con agentes británicos y rusos apoyando a ambos bandos. Brittan terminó el asedio ocupando una isla persa. En 1838 Charles Stoddart fue a Bujará y fue arrestado. En 1841 Arthur Conolly fue a conseguir su liberación y ambos fueron ejecutados en 1842. Durante la primera guerra anglo-afgana (1839-1842), el ejército británico invadió Afganistán, fue expulsado en 1841 y lo retomó en 1842 y se retiró; volvió a invadirlo en 1878 durante la segunda guerra anglo-afgana y nuevamente se retiró.
Los británicos tomaron Sindh en 1843 y el Punjab en 1849, llegando así al río Indo y consiguiendo una frontera con Afganistán. La guerra de Crimea ocurrió en 1853-1856. Un segundo ataque persa contra Herat condujo a la guerra anglo-persa de 1856-1857. El motín indio ocurrió en 1857-1858. Esto fue en la época en que los rusos edificaban fuertes al este del mar de Aral (1847-53). La captura rusa de Taskent (1865) y Samarcanda (1868) no produjo respuesta británica. En 1875, tras la conquista de Jiva, Frederick Gustavus Burnaby cabalgó de Oremburgo a Jiva, un acontecimiento que únicamente fue importante por su libro ampliamente leído. Las intrigas de Kaufman en Kabul provocaron la segunda guerra anglo-afgana de 1878-1880. 

El Turquestán ruso (incluidos Jiva y Bujará) después de 1900

En el lado chino de las montañas, una línea de pasos que correspondía a la carretera del Karakórum proporcionaba una ruta comercial y de peregrinos desde la cuenca de Tarim hasta la India. No estaba claro si esto podría ser utilizado por un ejército. En el momento de Yakub Beg, tanto exploradores y cartógrafos rusos como británicos estaban activos en su corte. Varios indios en el servicio británico cartografiaron el área alrededor de los Pamir. La expansión rusa en los Pamir provocó que los británicos se movieran hacia el norte y obtuvieran el control de lugares como el valle de Hunza y Chitral. 
El Gran Juego terminó con la demarcación de la frontera norte de Afganistán en 1886 y 1893 y la Entente anglo-rusa de 1907, firmada en San Petersburgo.